# Bolitoglossa mucuyensis
Bolitoglossa mucuyensis é uma espécie de anfíbio caudado da família Plethodontidae. Está presente na Venezuela. A UICN classificou-a como pouco preocupante.